# Mange Makers
Mange Makers er en svensk gruppe bestående af Peter Balazs (BACALL) -producer 2011-2014, 2021-, Didrik Rastbäck -vokal, Max Henriksson -beatbox, og Max Christensson -danser. Gruppen oplevede kæmpe succes først i Sverige og senere i Danmark med "Fest hos mange". Sangen blev et hit på YouTube og har i april 2021 over 10 millioner "views". 
"Fest hos mange" har ligget nr. 9 på den svenske Dance Chart, mens den har ligget nr. 26 på danske tilsvarende . Siden er udkommet "Jul hos mange", og Mange Makers hitter blandt andet på Spotify med deres seneste hit "Ballar ur".

## Diskografi

### Singler
| Year | Single                      | Top position (SWE) |
| ---- | --------------------------- | ------------------ |
| 2011 | "Fest hos mange"            | 9                  |
| 2011 | "Jul hos mange"             | 26                 |
| 2011 | "Mange bjuder"              | 2                  |
| 2012 | "Drick den"                 | 9                  |
| 2012 | "Mange för en dag"          | 60                 |
| 2013 | "Inte en krona"             | 47                 |
| 2014 | "Vakna"                     | -                  |
| 2015 | "Mange kommer hem till dig" | -                  |
| 2016 | "Bättre Förr"               | -                  |
| 2021 | "Ballar Ur"                 | -                  |

## Ekstern henvisning
- MangeMakers.se Arkiveret 13. juni 2021 hos  Wayback Machine
- Mange Makers Officielle Kanal-YouTube